# Tozeur
Tozeur (pronuncia francese [toˈzœʁ]; in arabo توزر‎? Tawzar, localmente Tūzir; in berbero: ⵜⵓⵣⴻⵔ Tuzər) è una città della Tunisia, capoluogo dell'omonimo governatorato. Conta 32 400 abitanti (secondo il censimento del 2004) ed è un importante centro culturale e religioso.

## Geografia fisica
La città sorge in un'oasi facente parte dei margini del deserto del Sahara, a sud-ovest della capitale Tunisi (da cui dista circa 450 km) e a nord-ovest del Chott el-Jerid.
È circondata da oltre mille ettari di palmeti, con oltre 400 000 alberi irrigati dall'acqua di 200 sorgenti del Ras El Aïoun, oramai perennemente all'asciutto a causa dell'ingente prelievo idrico.

## Storia
Abitata fin dall'antichità e probabilmente di origine berbera (anche se la tradizione locale non lo rivendica), assunse rilevanza come centro di commercio carovaniero trans-sahariano frequentato dai Cartaginesi.
Nel 33 a.C., colonizzata dai Romani, prese il nome di Thusuros. Divenne uno snodo commerciale, importante sia per il commercio dei datteri, sia per quello degli schiavi, attraverso la strada romana da Gabès a Biskra. Di questo periodo rimangono oggi solo rarissime vestigia, così come della successiva influenza cristiana (resta, di questa, solamente una chiesa inglobata in seguito nella moschea di al-Kasr, vicino a Bled al-Haddar).
Nel XIII secolo, la città divenne musulmana e vi furono costruite due moschee. Continuò ad ingrandirsi insieme ai suoi palmeti, conoscendo una notevole crescita economica che raggiunse il suo apice nel XIV secolo.
Tozeur rimase una città di passaggio per le grandi carovane fino al XIX secolo, epoca in cui divenne predominante la produzione dei datteri. Dopo il 1950, con lo sviluppo delle vicine città minerarie di Metlaoui e Redeyef, la popolazione incominciò a diminuire.
Attualmente, alla produzione di datteri (in particolare i rinomati deglet nour) si affianca lo sviluppo del turismo sahariano: l'aeroporto internazionale di Tozeur-Nefta, aperto nel 1980, è meta dei voli charter che portano i visitatori verso i percorsi turistici del sud del paese.
Al letterato e matematico Ibn Chabbat (nato a Tozeur e ivi deceduto nel 1282) si devono importanti lavori circa la coltivazione della palma da datteri e un notevole miglioramento dei sistemi di ripartizione delle acque dell'oasi. Le sue mappe sono esposte al Museo delle arti e delle tradizioni popolari.
A Tozeur si trova la sede principale della confraternita islamica Shadhiliyya-‘Alawiyya-Isma‘iliyya.
Questa è la città che ha dato i natali al poeta Aboul-Qacem Echebbi (Abu l-Qasim al-Shabbi), famoso soprattutto per aver scritto la poesia su cui è basato l'attuale inno tunisino, nonché la toccante poesia Ela Toghat Al Alaam (in italiano: "Ai tiranni del mondo").
Qui ha visto la luce anche la rispettata poetessa tunisina Fadela Ecebbi, sua cugina.

## Architettura

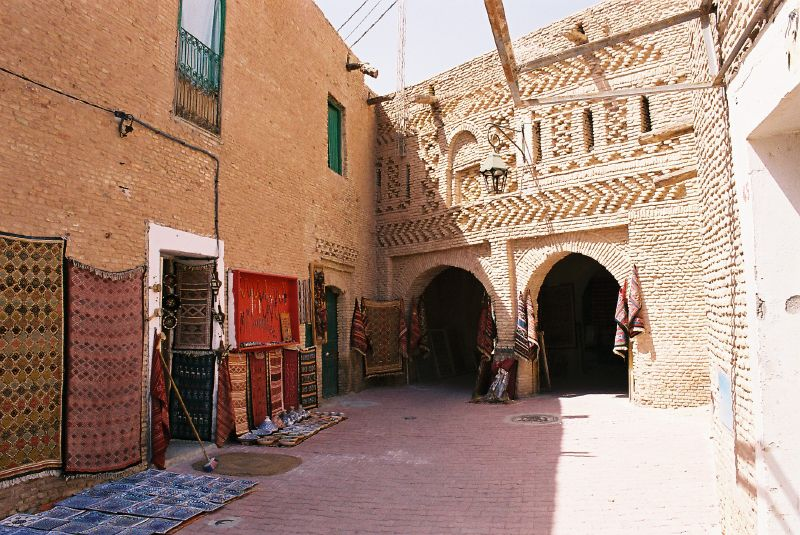
Centro storico

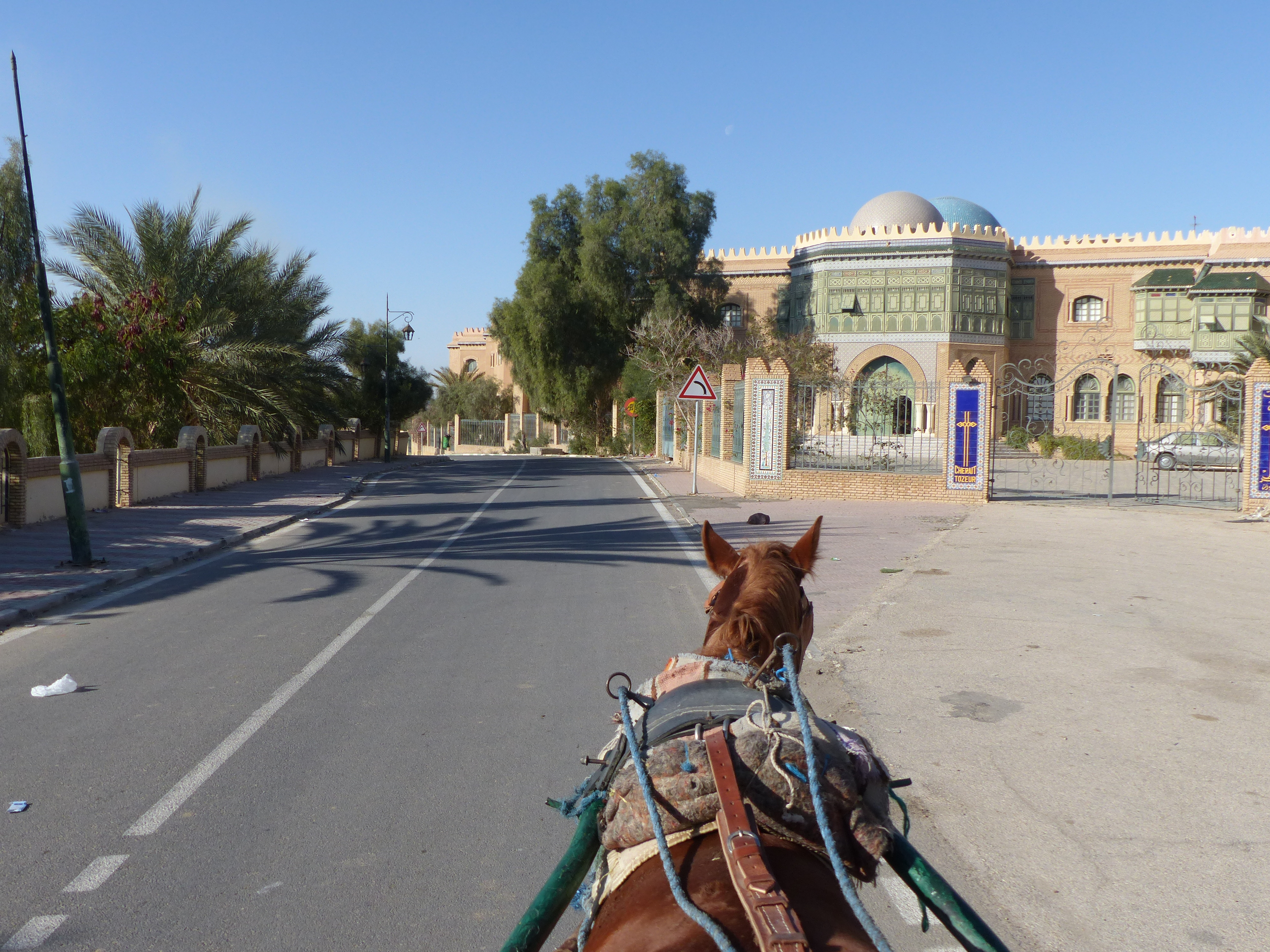
Carrozza a cavallo

Le abitazioni e gli altri edifici della città sono costruiti in mattoni. Tozeur e la regione del Jerid sono infatti molto famose per le loro costruzioni in mattoni gialli e marroni.
Affascinanti modelli con disegni geometrici semplici e ricchi formano le facciate della maggior parte degli edifici sia della città vecchia sia della nuova zona turistica.
L'antica città di Ouled El Hwadef è un ottimo esempio delle opere in mattoni sopra citate. Per un progetto del governo locale, le strette strade della parte antica della città, i suoi muri e le facciate degli edifici sono state decorate con mattoni dando vita a uno dei più caratteristici e famosi stili architettonici della Tunisia. Questa operazione è durata più di dieci anni.

## Riferimenti artistici
Alla cittadina ed ai movimenti carovanieri lungo le sponde del suo lago salato, presso cui d'estate si verifica anche il fenomeno ottico della Fata Morgana, si è ispirata la canzone I treni di Tozeur, scritta nel 1984 da Franco Battiato, Giusto Pio e Rosario Cosentino. Fu interpretata all'Eurovision Song Contest del 1984 da Battiato ed Alice.
Nel 1991, non lontano dal confine algerino, furono girate diverse scene del film Le comiche 2, con Paolo Villaggio e Renato Pozzetto.